# Elimia costifera
Elimia costifera är en snäckart som först beskrevs av Reeve 1861.  Elimia costifera ingår i släktet Elimia och familjen Pleuroceridae. Inga underarter finns listade i Catalogue of Life.